# Boué
Boué – miejscowość i gmina we Francji, w regionie Hauts-de-France, w departamencie Aisne.
Według danych na styczeń 2014 roku gminę zamieszkiwało 1287 osób, a gęstość zaludnienia wynosiła 123,3 osób/km².